# Арка (Казахстан)
А́рка (каз. Арқа) — село у складі Камистинського району Костанайської області Казахстану. Адміністративний центр Аркинського сільського округу.
У радянські часи село називалось Краснооктябрський.
Населення — 1159 осіб (2021; 1585 у 2009, 1496 у 1999, 1734 у 1989).